# Шляховий (зупинний пункт)
Шляхови́й — залізничний пасажирський зупинний пункт Харківської дирекції Південної залізниці.
Розташований між селами Крутоярівка, Сахновщинський район та Дальнє, Кегичівський район, Харківської області на лінії Красноград — Лозова між станціями Кегичівка (9 км) та Балки (6 км).
Зведений у 1901-му році, як роз'їзд 101 км. У 1905-му отримав сучасну назву. У 2006 році визнаний як малоприбутковий роз'їзд, і закритий та розібраний в тому ж році. На момент закриття мав три колії, дві платформи.
Станом на травень 2025 року щодоби п'ять пар приміських електропоїздів здійснюють перевезення за маршрутом Полтава-Південна — Лозова.